# Кропоткинский комитет
Кропоткинский комитет (полн. назв. — Всероссийский общественный комитет по увековечению памяти П. А. Кропоткина, аббр. — ВОК) — общественная организация, созданная в Москве в 1921 году и просуществовавшая до 1939 года.
Попытки создания ВОК начались сразу после похорон П. А. Кропоткина. Комиссия по устройству похорон при своей ликвидации 17 февраля 1921 предложила собранию анархистов в Москве намеченных ею кандидатов в будущий ВОК. В образованный тогда временный комитет вошло 8 человек, включая вдову и дочь П. А. Кропоткина — С. Г. и А. П. Кропоткиных, получила приглашение войти в него и В. Н. Фигнер. Однако уже на первых заседаниях временного комитета возникли разногласия между не являвшимися анархистами В.Фигнер и С. Г. Кропоткиной и остальными членами комитета.
В результате Фигнер и Кропоткина покинули комитет. Вокруг них в июне 1921 г. образовалась новая инициативная группа, в которую вошли анархисты А. М. Атабекян, А. А. Карелин, Н. К. Лебедев и председатель Русского технического общества П. И. Пальчинский. 20 июня эта группа направила в различные анархистские, научные и общественные организации обращение, в котором предлагалось, чтобы ВОК состоял из нескольких секций, каждая из которых самостоятельно изучала бы ту сторону деятельности П.Кропоткина, в которой была наиболее компетентной.
ВОК был образован 18 сентября 1921 в составе двух секций — Анархической и Научной, а впоследствии предполагалось открыть также Общественно-экономическую, Литературно-художественную и Библиографическую секции. Задачами ВОК были определены организация Музея Кропоткина в Москве, пропаганда различных сторон его деятельности, издание бюллетеня на 4 языках (вышло всего 2 номера), сборников и т. д. Членами ВОК могли быть представители только тех учреждений, организаций и групп, «задачи и деятельность которых не противоречат основным принципам и идеям П. А. Кропоткина». Средства ВОК должны были состоять из добровольных взносов организаций, групп и лиц, «пожелавших сделать таковые на условиях, приемлемых для Комитета», и доходов от изданий, лекций и т. п. ВОК возглавляло избранное 6 ноября 1921 Исполнительное Бюро, председателем которого стала Фигнер. В ВОК входили представители Музея Революции, Центрального географического музея, Русского Библиографического общества, Русского Географического общества, Геологического комитета, Пушкинского общества, Толстовского музея, издательств «Задруга», «Голос труда» и ряда других организаций. Его членами были В. В. Вересаев, Д. И. Шаховской, И. И. Горбунов-Посадов, В. Г. Чертков, М. Ф. Фроленко, А. В. Якимова-Диковская, М. П. Сажин, М. О. Шебалина, Н. И. Ракитников, А. И. Корнилова-Мороз.
9 декабря 1923 в доме № 26 по Штатному переулку (ныне — Кропоткинский переулок), в котором родился Кропоткин, ВОК открыл Музей Кропоткина.
Анархическая секция ВОК, руководимая А. М. Атабекяном, Г. Б. Сандомирским, И. В. Хархардиным, Н. И. Петровым-Павловым, была одной из последних легально существовавших в СССР анархических организаций. Она дважды в неделю проводила свои занятия в библиотеке-читальне Музея Кропоткина. Против этого возражала вдова Кропоткина и Исполнительное Бюро, которые опасались того, что власти в связи с пропагандой анархизма могут закрыть музей.
Представители Анархической секции 8 марта 1925 г. заявили о необходимости реорганизации Научной секции ВОК и переизбрания Исполнительного Бюро, поскольку они считали, что «представительство в Исп<олнительном> Бюро организовано неправильно», с перевесом в сторону лиц, имеющих мало общего с «политич<ескими> идеями П. А. Кропоткина». В ответ на это Исполнительное бюро постановило временно прекратить заседания секций в стенах Музея.
На общем собрании собрание ВОК 5 апреля 1925 г. заместителем Фигнер был избран анархист А. А. Боровой. Однако часть членов Анархической секции покинула заседание и послала письменное уведомление Фигнер о том, что они намерены продолжать свои собрания в музее.
Когда 26 апреля, несмотря на протесты С. Г. Кропоткиной, анархисты вновь собрались в библиотеке музея, то их оттуда выдворили с помощью милиции.
После этого конфликта А. М. Атабекян и его сторонники вышли из ВОК. В результате руководство Анархической секцией перешло к лидерам Всероссийской федерации анархистов и анархистов-коммунистов А. А. Карелину и А. А. Солоновичу, приверженцам «мистического анархизма». Главным оппонентом этих анархо-мистиков в ВОК был А. А. Боровой. Он яростно спорил с ними на публичных диспутах в Музее Кропоткина и в течение 1927 он неоднократно обращался к анархистам различных направлений, призывая их вернуться в Комитет. В январе 1928 ИБ по предложению Борового приняло в ВОК (в Научную секцию) рекомендуемых им лиц. Но члены Анархической секции обвинили их в том, что они намерены «превратить музей в клуб для анархической агитации», после чего в ИБ был поднят вопрос о пересмотре приема этих лиц в ВОК. В ответ Боровой и его сторонники вышли из ВОК 25 марта 1928.
Летом 1929 в Москве сторонники Борового (А. Андреев, В. Бармаш, Н. Рогдаев, Ф. Гецци и другие) были арестованы ОГПУ. К осени 1930 ОГПУ арестовало и членов всех кружков анархо-мистиков. В результате Анархическая секция ВОК практически перестала существовать.
В 1933 году ОГПУ конфисковало значительную часть фондов библиотеки Музея Кропоткина, против чего протестовала Фигнер. Собрание ВОК 28 мая 1933 года утвердило новое «Положение» о Комитете. В нём уже не говорилось о пропаганде идей Кропоткина и был исключен пункт, требовавший, чтобы деятельность членов ВОК «не противоречила основным принципам и идеям П. А. Кропоткина». С. Г. Кропоткина была оставлена пожизненной почетной председательницей ВОК, но реальную власть получил его новый секретарь В. А. Перелешин. В 1934 В. Н. Фигнер заявила об уходе с поста председателя ВОК.
С. Г. Кропоткина 2 октября 1938 года передала Музей Кропоткина в дар советскому правительству, а в 1939 г. музей, переданный в ведение Наркомпроса РСФСР, был закрыт. В том же году был закрыт и сам ВОК. В 1941 году экспонаты и материалы фондов Музея Кропоткина были переданы в Музей революции.